# Prowadnica toczna

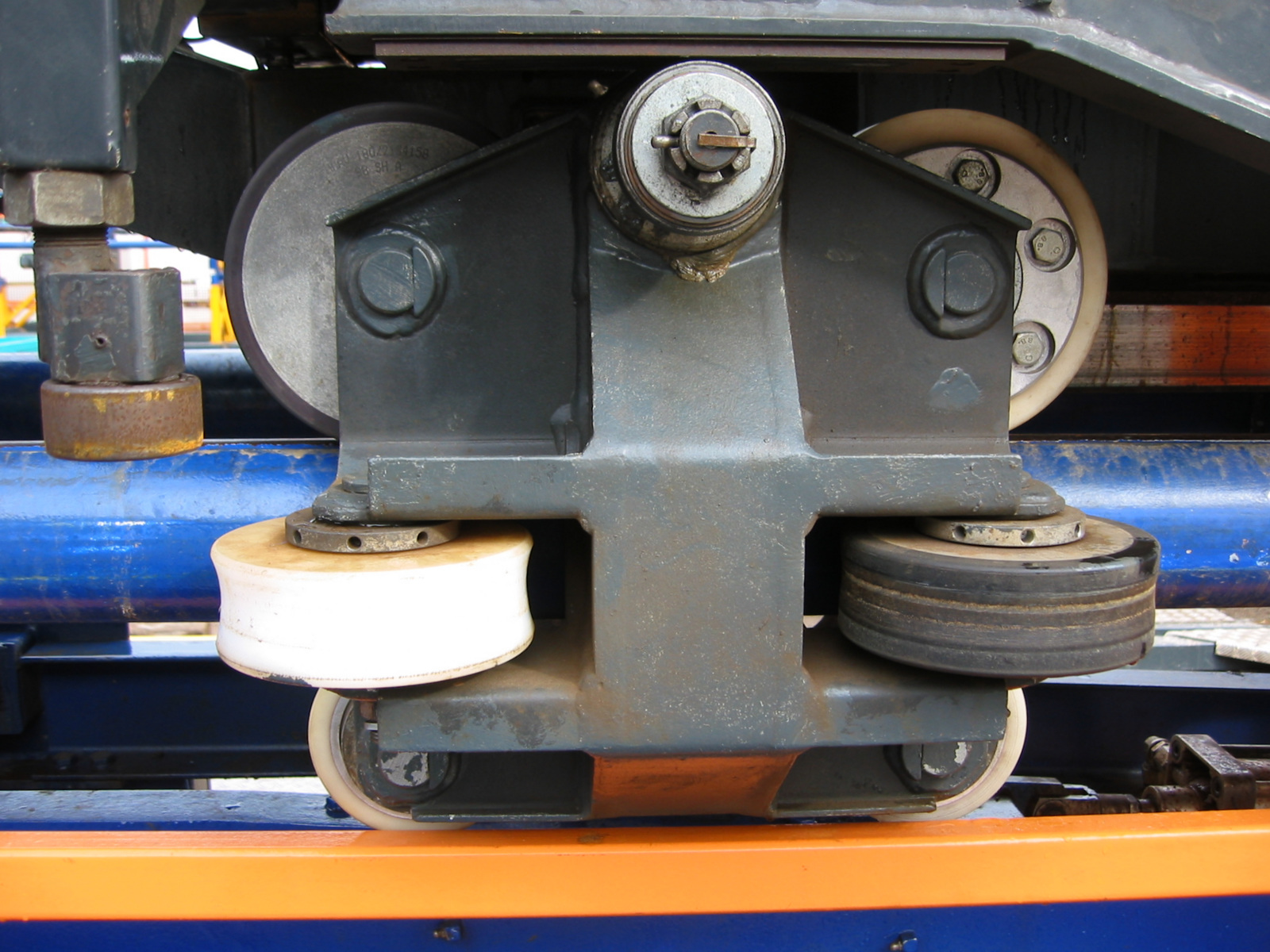
Prowadzenie rolkowe wagonika kolejki górskiej

Przykład prowadnicy z elementami swobodnymi (animacja)

Prowadnica toczna (techn.) – rodzaj prowadnicy, w której uzyskano zmniejszenie oporów ruchu poprzez zastąpienie tarcia ślizgowego  tarciem tocznym.
Prowadnice ze względu  sposób działania można podzielić na:
- prowadnice rolkowe, w których oś obrotu elementu tocznego jest nieruchoma względem jednej części prowadnicy (np. prowadnice do szuflad)
- prowadnice ze swobodnymi elementami tocznymi (kulki, wałki, igiełki) 
  - z elementami tocznymi przemieszczającymi się w kierunku ruchu prowadnicy
  - z elementami tocznymi przemieszczającymi się w obiegu zamkniętym.